# Vahl-lès-Bénestroff
Vahl-lès-Bénestroff är en kommun i departementet Moselle i regionen Grand Est (tidigare regionen Lorraine) i nordöstra Frankrike. Kommunen ligger i kantonen Albestroff som tillhör arrondissementet Château-Salins. År 2022 hade Vahl-lès-Bénestroff 146 invånare.

## Befolkningsutveckling
Antalet invånare i kommunen Vahl-lès-Bénestroff
| Referens: INSEE |